# Feuerwehrfahrzeuge in Ungarn
In Ungarn werden an Feuerwehrfahrzeuge besondere Anforderungen, wie auch bei den deutschen Feuerwehrfahrzeugen, gestellt. Anders als beispielsweise in den USA müssen sie in Ungarn möglichst multifunktional sein. Sie müssen sowohl in städtischen Regionen, Wäldern, Heiden und im Gebirge einsetzbar sein und zugleich bei vielen denkbaren Einsatzszenarien Verwendung finden.

## Allgemeines
Bis 2011 waren in den Hallen der Feuerwehren noch die Löschfahrzeuge der ostdeutschen IFA-Werke sowie der die ungarischen Csepel und Rába verbreitet. So wird heute bei der Neubeschaffung der Löschfahrzeuge verstärkt auf die Fahrzeuge der westeuropäischen Hersteller wie z. B. aus Österreich und Frankreich zurückgegriffen.
Die technische Ausstattung zwischen den Berufsfeuerwehren und den Freiwilligen Feuerwehren unterscheidet sich jedoch erheblich. So sind gerade bei den Freiwilligen Feuerwehren immer noch die Alten und zum Teil für das jetzige Aufgabenspektrum unzureichende Fahrzeuge zu finden.

## Quelle
- Wolfgang Jendsch: Typenkompass osteuropäische Feuerwehrfahrzeuge. Tschechien, Slowakei, Ungarn und Polen. Motorbuch Verlag, Stuttgart 2011, ISBN 978-3-613-03353-5.